# Múscul recte medial de l'ull
El múscul recte medial de l'ull (musculus rectus medialis bulbi) o múscul recte intern de l'ull es troba a la regió interna o medial de l'òrbita ocular, i és un de sis músculs que controlen el moviment del globus ocular. La contracció del recte intern produeix l'adducció de l'ull, és a dir, gira l'ull cap al nas.
El múscul recte medial neix, com la resta dels músculs rectes de l'ull, al vèrtex de l'òrbita ocular per mitjà d'un tendó comú, el tendó de Zinn. Després de separar-se de la resta dels músculs rectes, el recte medial continua anant de darrere cap endavant per la paret interna o nasal de l'òrbita. Els seus feixos externs tenen relació amb el nervi òptic, del qual queda separat pel teixit adipós de l'òrbita. Les fibres medials del múscul tenen relació amb la paret nasal de l'òrbita. Les fibres superiors del recte intern tenen relació amb el múscul oblic major de l'ull i les fibres inferiors amb el recte inferior. Al final del seu recorregut, el múscul recte medial acaba en un tendó aplanat que s'insereix en l'escleròtica, una mica per davant de l'equador del globus ocular.
La innervació del recte medial va a càrrec del III nervi cranial, el nervi oculomotor. D'altra banda, l'única artèria que proveeix irrigació sanguínia a l'òrbita és l'artèria oftàlmica, que és una branca de la caròtide interna.

## Imatges
- Moviment ocular del múscul recte extern de l'ull, vista superior
- Moviment ocular del múscul recte intern de l'ull, vista superior
- Moviment ocular del múscul recte inferior de l'ull, vista superior
- Moviment ocular del múscul recte superior de l'ull, vista superior
- Moviment ocular del múscul oblic superior de l'ull, vista superior
- Moviment ocular del múscul oblic inferior de l'ull, vista superior
- Vista anterior del globus ocular amb els diferents músculs rectes.